# Ghost Island
Ghost Island ist ein deutscher Spielfilm von Roman Toulany aus dem Jahr 2022. Die geheimnisvolle Handlung erzählt von einer jungen Frau (Salber Lee Williams), die einen verwaisten Urlaubsort am Meer besucht. Dort macht sie die Bekanntschaft mit drei Fremden (Pit Bukowski, Timo Fakhravar, Carmen Molinar), die unterschiedlich auf sie reagieren.
Toulanys Vordiplom-Spielfilm wurde im Jahr 2022 in den Wettbewerb des 43. Filmfestivals Max Ophüls Preis eingeladen.

## Handlung
Eine junge Frau erreicht mit dem Taxi einen verwaisten Touristenort am Meer. Als sie aussteigt, rast das Taxi davon. Sie bemerkt, dass sie scheinbar die einzige Urlauberin auf der Insel ist. Der Ort mit den Hotels wirkt ungewöhnlich still und verlassen. Auch der Flughafen scheint menschenleer zu sein. Schließlich begegnet sie einem wortkargen Mann mit Banane und Messer, der von ihr 20 Euro erpresst. Der Taxifahrer, der sie hergebracht hat, kümmert sich nicht um sie. Er dreht seine Runden im Auto oder kümmert sich penibel um die hiesige Flora. Wohlgesinnter erscheint der jungen Frau eine freundlich lächelnde Dame, die ihr eine warme Mahlzeit anbietet. Aber auch der Verzehr der servierten Suppe führt zu Überraschungen.

## Hintergrund
Für den deutschen Drehbuchautoren Roman Toulany ist Ghost Island sein Spielfilmdebüt als Regisseur. Auch war er an Produktion und Schnitt beteiligt. Toulany wollte die Zuschauer auf ungewohntes Terrain locken und ergänzte die Handlung mit Widersprüchen, wobei er sich hier an den Künstler Marcel Duchamp orientierte. Die widersprüchliche Klangebene der Insel wurde vollständig im Tonstudio aufgenommen. Die Filmmusik von Lukas Mayfloor und Jonas Lechenmayr erhebe sich dagegen aus dem künstlich kreierten Klangkonzept.

## Veröffentlichung und Rezeption
Ghost Island wurde am 23. Januar 2022 beim Filmfestival Max Ophüls Preis uraufgeführt.
Tobias Keßler (Saarbrücker Zeitung) zählte den Film zu jener Sorte, die zwar anstrengend anzuschauen seien, „danach im Hinterkopf aber nochmal ein lohnendes Eigenleben entwickeln und bei einem bleiben“ würden und nannte ihn „erfreulich eigenwillig“. Filmemacher Toulany erzähle alles „in aller Ruhe“, während Kameramann Constantin Campean dem Drehort enorme atmosphärische Bilder abgewinne. Dennoch könne man spekulieren, ob eine kompaktere Fassung von Ghost Island besser in den Wettbewerb Mittellanger Film gepasst hätte. Keßler wies auf das letzte Drittel hin, in dem der „meditative Film an Tempo“ gewinne und sich „in Richtung Grusel“ verdüstere.

## Auszeichnungen
Im Rahmen des Filmfestivals Max Ophüls Preis 2022 erhielt Ghost Island eine Einladung in den Spielfilmwettbewerb.